# Wipsowo
Wipsowo (niem. Wieps) – wieś sołecka w Polsce położona w województwie warmińsko-mazurskim, w powiecie olsztyńskim, w gminie Barczewo. 
W latach 1975–1998 miasto administracyjnie należało do woj. olsztyńskiego.  Wieś znajduje się w historycznym regionie Warmia.
W roku 2021 we wsi mieszkało 701 osób, z czego 50,8% mieszkańców stanowiły kobiety, a 49,2% mężczyźni.
W skład sołectwa Wipsowo oprócz miejscowości Wipsowo wraz z koloniami wchodzi również osada Rycybałt. Na terenie wsi znajduje się Jezioro Wipsowskie, Jezioro Galk i Jezioro Korek  oraz przepływa przez nią rzeka Wipsówka. We wsi znajduje się przystanek kolejowy Wipsowo należący do linii kolejowej nr 353.

## Historia
Wieś została założona 30 kwietnia 1373 w miejscu już istniejących osad, na mocy aktu lokacyjnego nadanego przez biskupa warmińskiego Henryka Sorboma. Przed II wojną światową wieś znajdowała się na terytorium Prus Wschodnich (jej ówczesna nazwa – Wieps). Po II wojnie światowej nastąpiła zmiana nazwy na obecną oraz akcja przesiedleńcza. W chwili obecnej ok. 98% mieszkańców stanowi ludność napływowa z terenów m.in.: Mazowsza, Wielkopolski, jak również Zabużanie. W latach 1975–1998 miejscowość administracyjnie należała do województwa olsztyńskiego.
Historycznie miejscowość związana jest z przemysłem drzewnym. Jej intensywny rozwój przypadł na koniec XIX w., kiedy to w miejscowości został zbudowany tartak oraz przeprowadzono przez nią linię kolejową Olsztyn – Korsze, i trwał do początku lat 90. XX w., kiedy to jego znaczenie zmalało na korzyść turystyki. Obecnie swoją siedzibę ma tam nadleśnictwo Wipsowo oraz kilka małych stolarni.

## Galeria

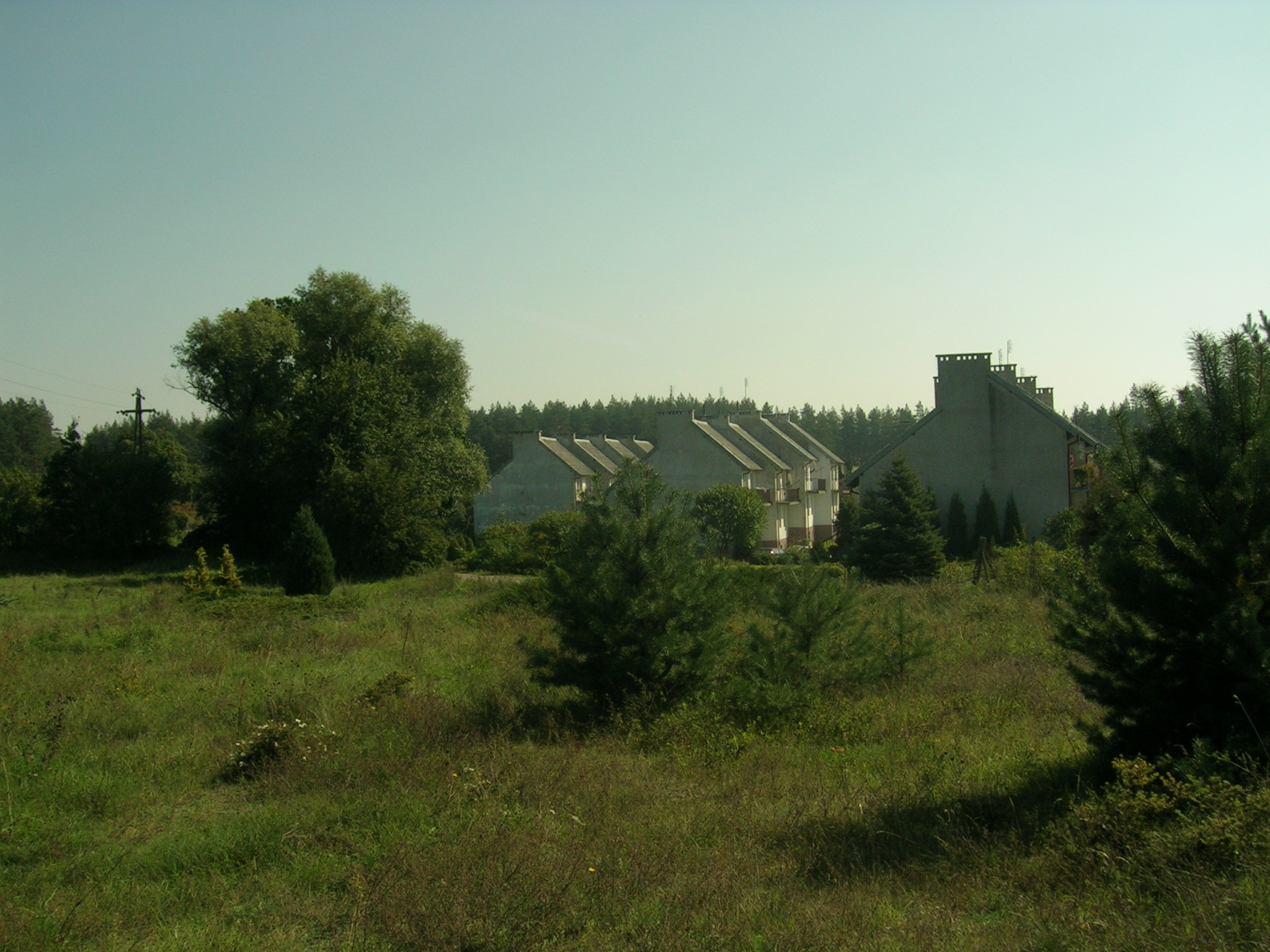
Osiedle przy nadleśnictwie
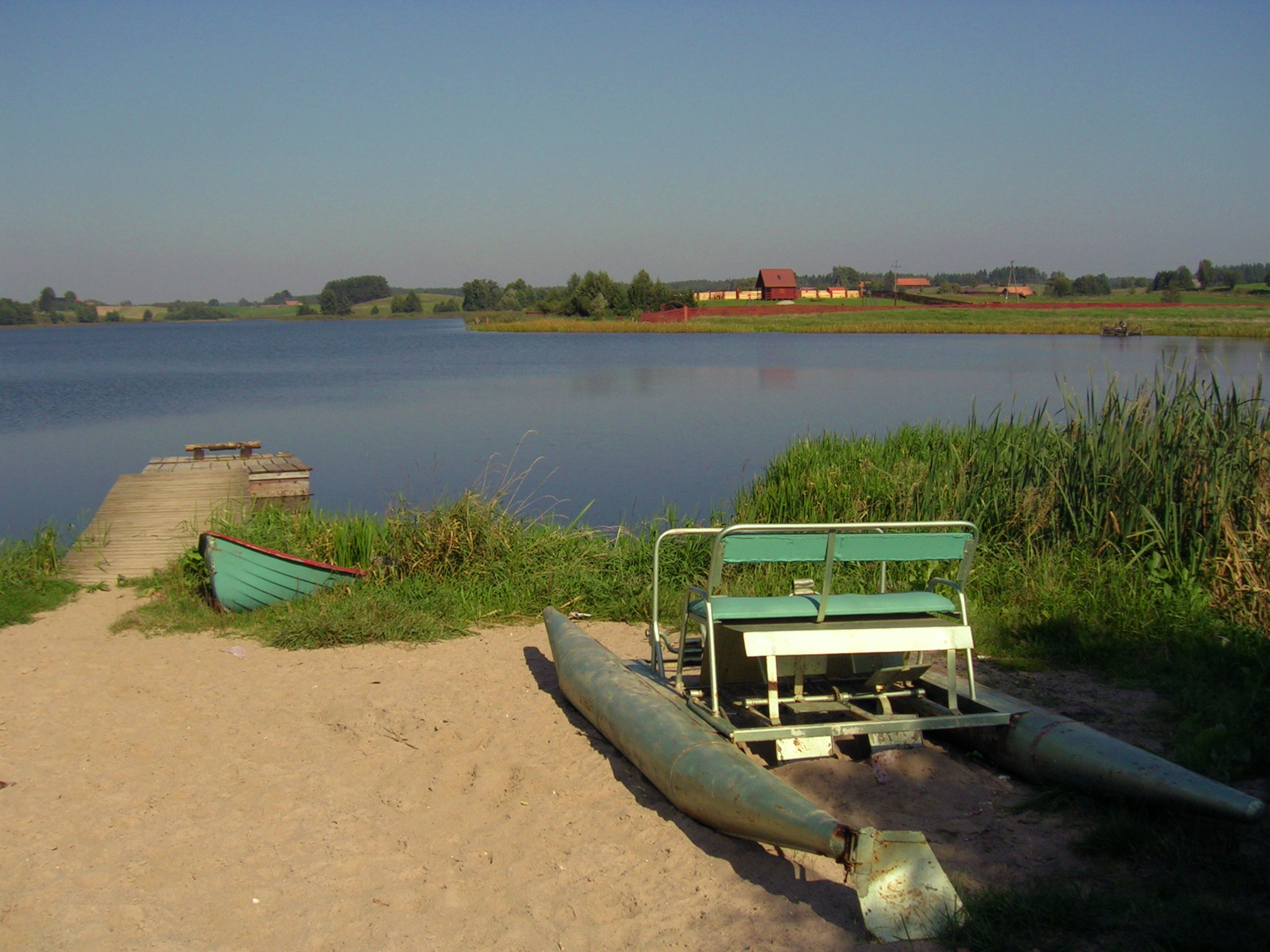
Jezioro Wipsowskie
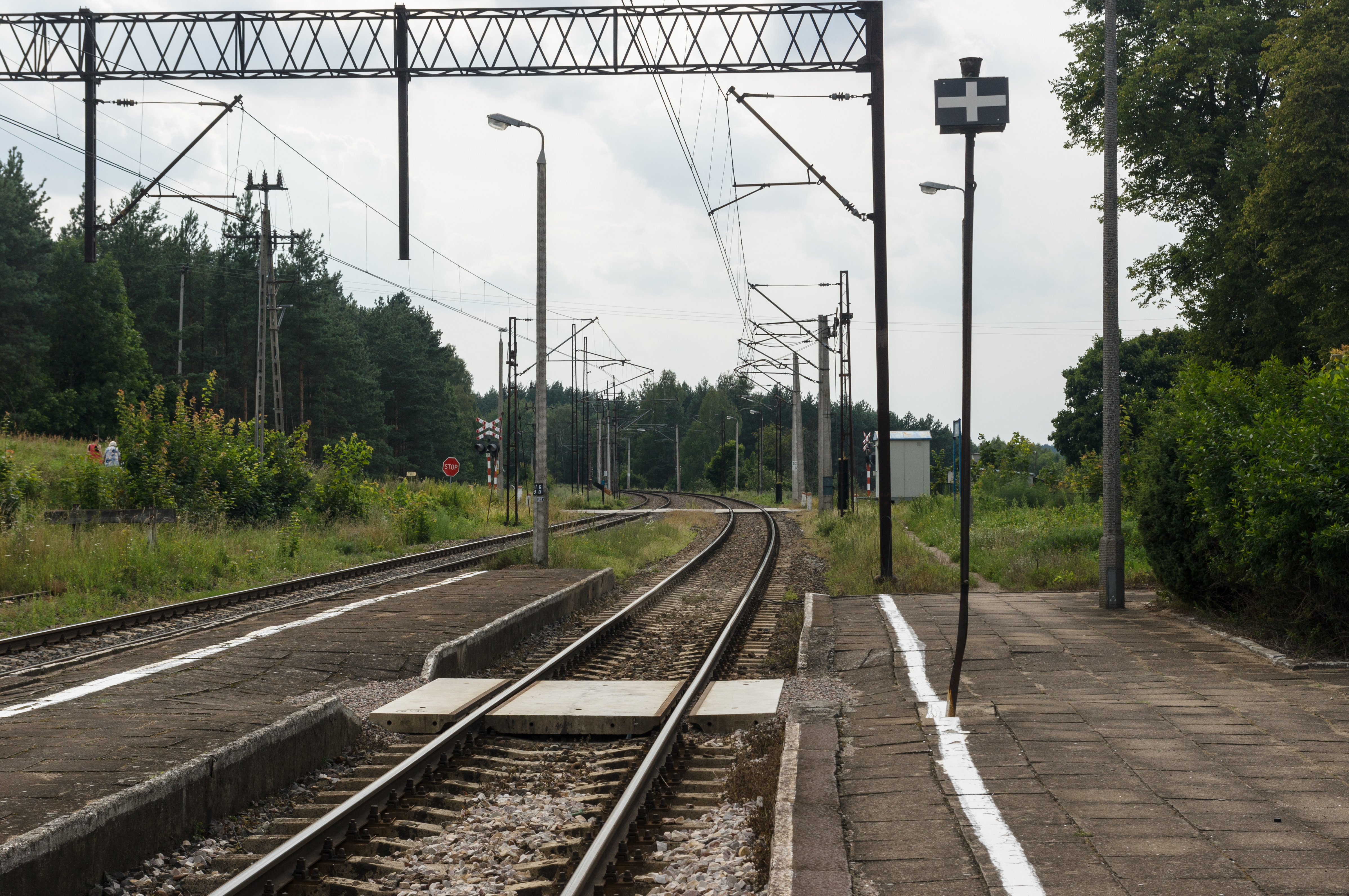
Przystanek kolejowy Wipsowo